# Myrioconium tenellum
Myrioconium tenellum är en svampart som först beskrevs av Pier Andrea Saccardo, och fick sitt nu gällande namn av Franz Xaver von Höhnel 1926. Myrioconium tenellum ingår i släktet Myrioconium och familjen Sclerotiniaceae.   Inga underarter finns listade i Catalogue of Life.